# Šola za državno računovodstvo v Moskvi
Šola za državno računovodstvo v Moskvi (rusko Высшая школа государственного аудита МГУ) je javna fakulteta, ki ponuja študij državnega računovodstva in deluje v sklopu Moskovske državne univerze; ustanovljena je bila leta 2006.